# Chalybs chloris
Chalybs chloris is een vlinder uit de familie van de Lycaenidae. De wetenschappelijke naam van de soort werd als Thecla chloris in 1877 gepubliceerd door William Chapman Hewitson.

## Synoniemen
- Thecla smaragdula J. & W. Zikán, 1968